# Szárazd
Szárazd est un village et une commune du comitat de Tolna en Hongrie.